# Cazador (soldado)

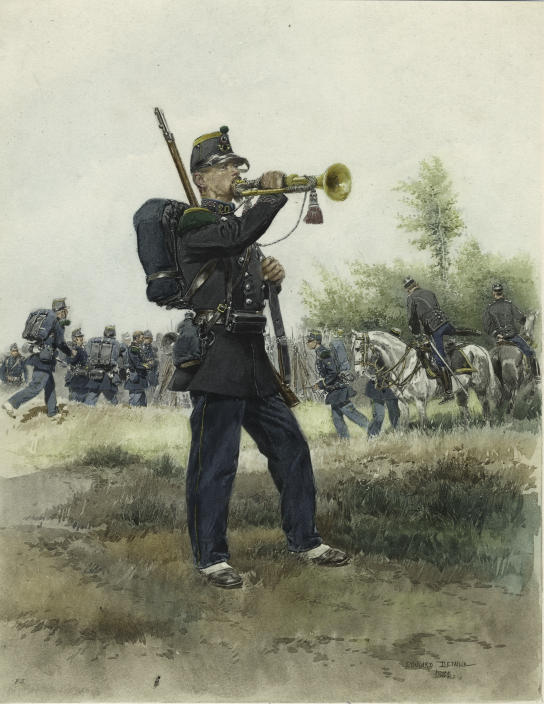
Corneta cazador a pie francés, 1885

Los cazadores eran soldados destinados a servir como tropas ligeras, bien fuera por compañías unidas a regimientos de línea o separadas, formando unidades independientes. En su origen, los cazadores se distinguían de otras tropas por sus tácticas, sus armas, y sus uniformes e insignias: en vez de combatir formando una línea cerrada, combatían dispersos y protegiéndose con los accidentes del terreno, con el fin de avistar, acosar y flanquear al enemigo en apoyo de las tropas de línea. Con el paso del tiempo, las tropas de línea fueron adoptando las características que antes eran propias de los cazadores, como sus tácticas, sus uniformes menos vistosos, sus rifles e incluso sus cornetas, reduciendo las diferencias entre las unidades de cazadores y las de línea.

## Introducción

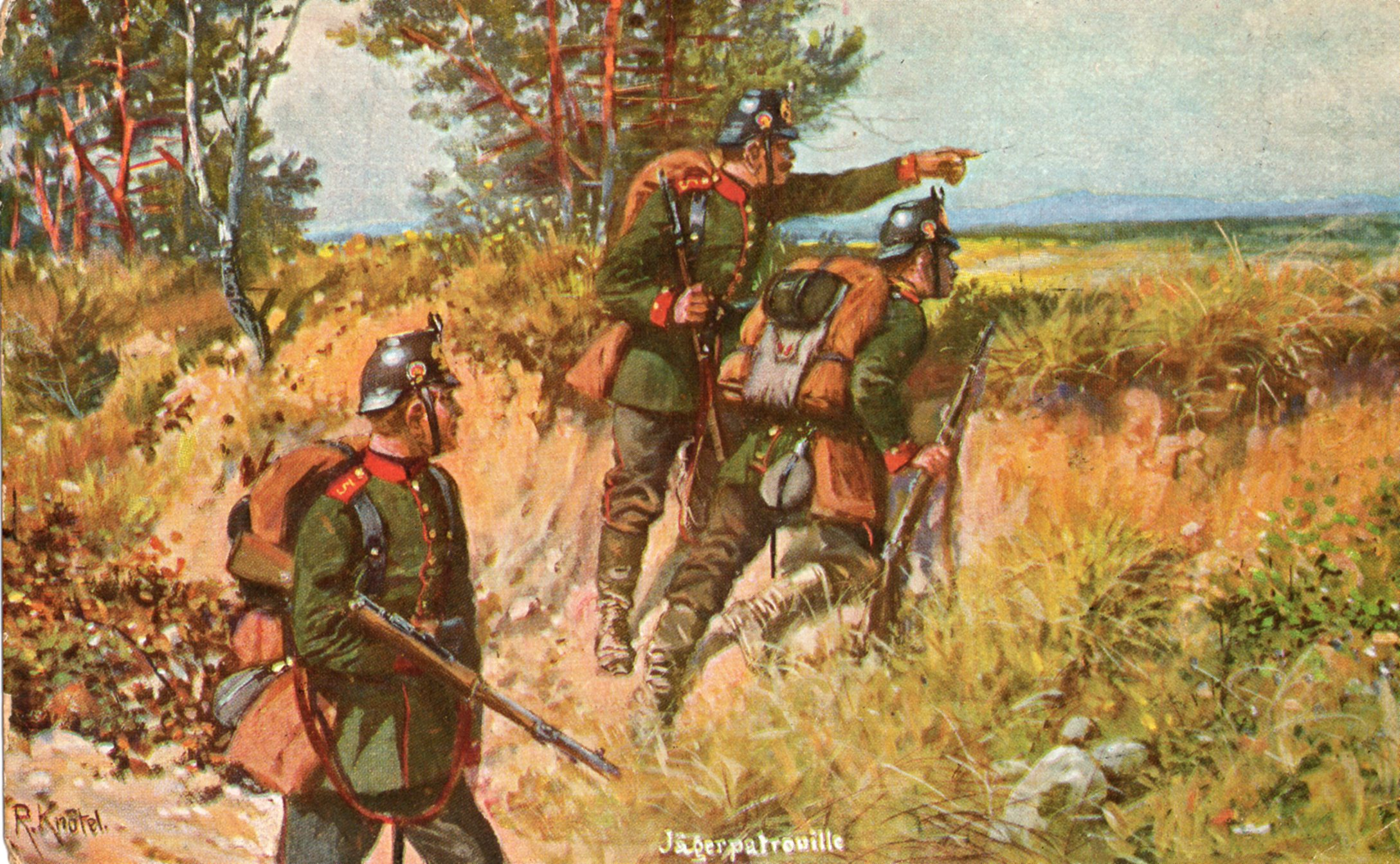
Patrulla de cazadores alemanes, por Richard Knötel, 1910.

Parece ser que las primeras unidades militares denominadas cazadores fueron tres compañías creadas en 1631, durante la Guerra de los Treinta Años, e integradas por guardas forestales y cazadores profesionales de los territorios del landgrave Guillermo V de Hesse-Kassel. Mientras que la infantería de línea combatía formando líneas compactas, los cazadores operaban dispersos, adelantándose a la línea principal para avistar, acosar y flanquear al enemigo, usando la protección del terreno para ocultarse y la mayor precisión de sus fusiles para disparar antes de que el enemigo estuviera en disposición de hacerlo. Los cazadores eran más ágiles y debían tener más iniciativa que los otros soldados de infantería.
Una de las características distintivas de las primeras unidades de cazadores fue el que usaran fusiles. Los cazadores, incluso en aquellos ejércitos en los que no utilizaban fusiles, debían ser buenos tiradores. El fusil de los cazadores era más corto que el que empleaba la infantería de línea pero, al tener el ánima rayada, era más preciso y permitía disparar desde mayores distancias. Los inconvenientes de los fusiles del siglo XVIII eran que se tardaba más en cargar la bala y que no podían llevar bayoneta, lo que hacía a los cazadores más vulnerables ante las cargas de caballería y en el combate cuerpo a cuerpo. Este defecto se podía atenuar combinando en la fase principal del combate a los cazadores y a los granaderos para que se apoyaran mutuamente.

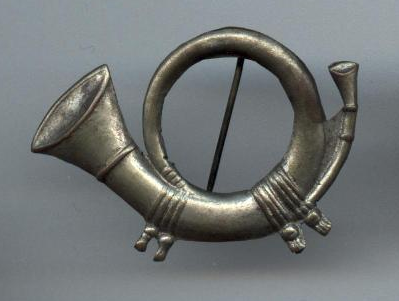
Distintivo de cazador del Ejército del Brasil.

Otra característica de los cazadores eran sus uniformes, que no eran tan vistosos como los antiguos uniformes de la infantería de línea. Al principio eran verdes, pero luego también llevaban uniformes azules oscuros o marrones, colores que les permitían no ser avistados fácilmente.
La tercera característica de las unidades de cazadores era el uso de cornetas, en vez de tambores, para transmitir las órdenes. La corneta provenía de los cuernos o bocinas de caza que empleaban los cazadores que integraron las primeras unidades. En varios países, el emblema de los cazadores militares fue precisamente la corneta. Posteriormente, la corneta se extendió a otras unidades de infantería y acabó reemplazando a los tambores en todas ellas, hasta que a su vez fue sustituida por las radios de campaña.

## Cazadores en los ejércitos alemanes

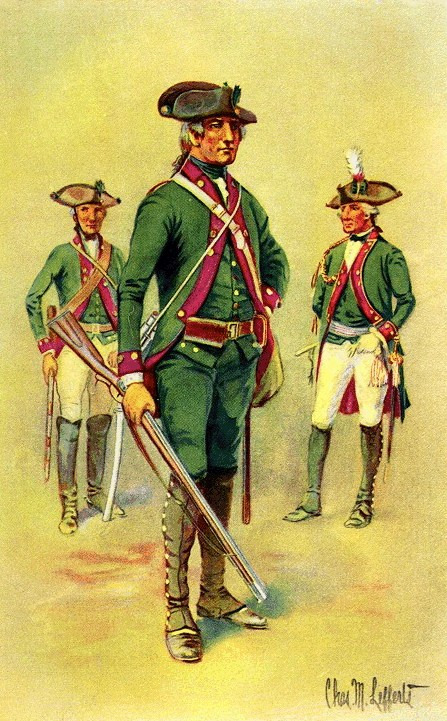
Cazadores de Hesse-Kassel, 1776-1783.

Posteriormente a su creación en Hesse-Kassel, otros Estados alemanes formaron también unidades de cazadores (Jäger en alemán). En 1740 Federico el Grande de Prusia creó una compañía de cazadores en su ejército, y en 1756, un batallón.
Durante la rebelión de sus colonias americanas, el Reino Unido contrató unidades militares de países alemanes amigos para combatir a los rebeldes. Entre ellas se destacaron los cazadores de Hesse. Hesse-Kassel aportó quince regimientos de infantería de línea, cuatro batallones de granaderos y dos compañías de cazadores. Los cazadores participaron con distinción en las campañas de Nueva York en 1776 y de Pensilvania en 1777, utilizando el mismo tipo de tácticas guerrilleras que usaban los rebeldes americanos. Los británicos emplearon asimismo compañías de cazadores de otros Estados alemanes.
En el siglo XIX Prusia creó batallones adicionales de cazadores, a razón de uno por cuerpo de ejército. La expansión prusiana acabó incorporando a su ejército las unidades de cazadores que existían en otros Estados alemanes. En la Primera Guerra Mundial se fundaron las primeras unidades de cazadores de montaña (Gebirgsjäger en alemán) y en 1936 las de cazadores paracaidistas (Fallschirmjäger), aunque estos últimos formaban parte entonces de la Fuerza Aérea. La anexión de Austria permitió la incorporación de sus unidades de cazadores de montaña en la Wehrmacht. Ambos tipos de unidades, de las que se formaron varias divisiones, fueron consideradas tropas de élite durante la Segunda Guerra Mundial.
Desde la reforma iniciada en 1993, los cazadores son el componente principal de la infantería del Ejército alemán, ya que las tropas de granaderos acorazados han pasado a formar parte del arma acorazada. En 2016 la infantería del Ejército alemán contaba con una brigada compuesta por dos regimientos de cazadores paracaidistas, una brigada con tres batallones de cazadores de montaña y otros cuatro batallones de cazadores.

## Cazadores en el Ejército francés
En Francia se distinguían dos tipos de cazadores: los cazadores a pie y los cazadores a caballo. Ambos tenían su origen en los cazadores de Fischer, una unidad mixta de infantería y caballería creada en 1743 por Johann Christian Fischer, oficial alemán al servicio del rey de Francia. En 1761 se formó otra compañía mixta de cazadores denominada cazadores de Monet. Posteriormente se crearon unidades separadas de cazadores a pie y a caballo.

### Cazadores a pie

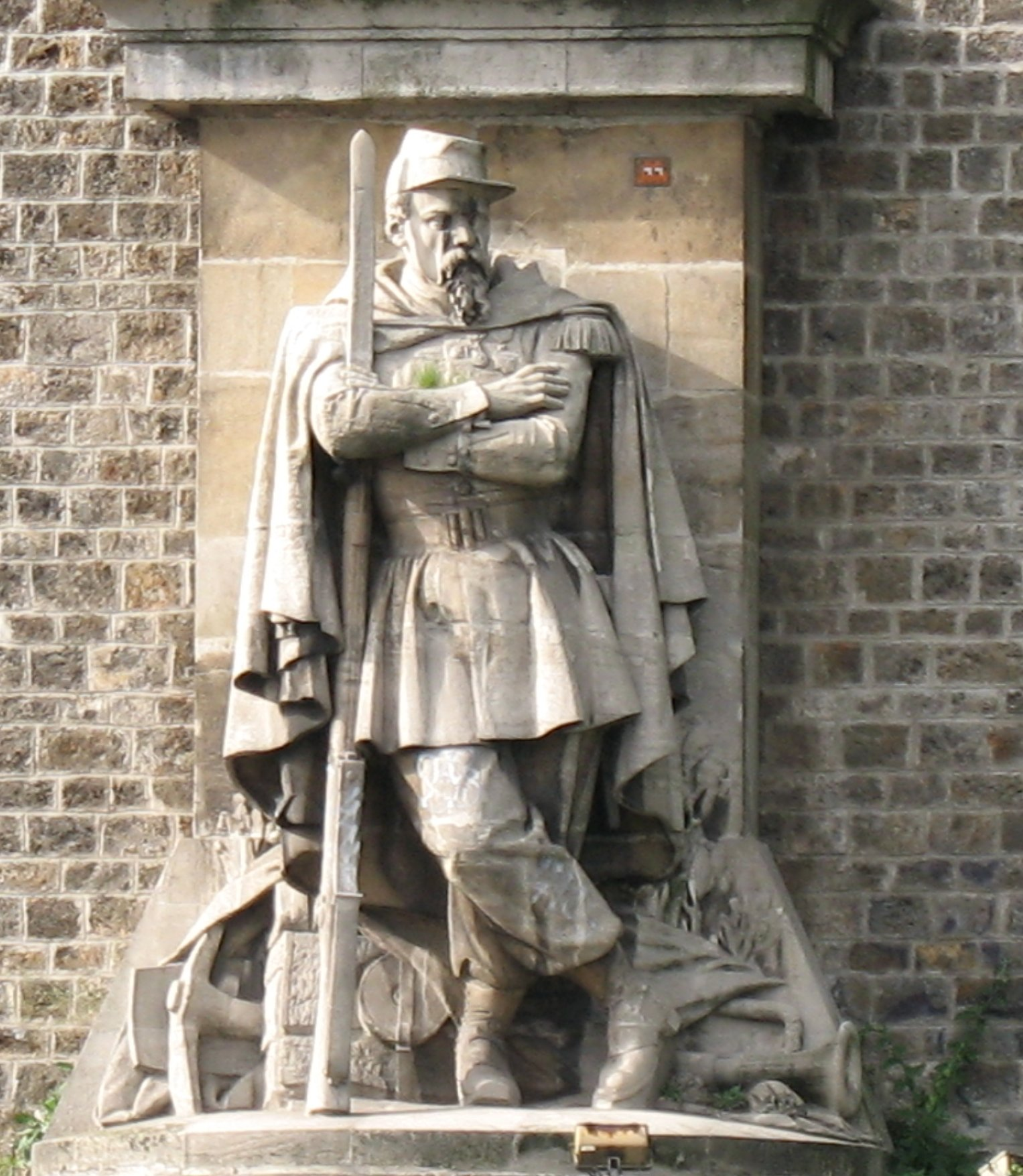
Estatua de un cazador, por Auguste Arnaud

Los cazadores a pie (chasseur à pied en francés) fueron creados por una ordenanza de 25 de marzo de 1776: una compañía en cada regimiento de infantería, excepto en los suizos; en el del Rey –de a cuatro batallones– se crearon dos. Para estas formaciones se escogieron los oficiales, sargentos, cabos, soldados y tambores más ágiles y vigorosos de cada regimiento, con cada compañía del regimiento aportando el mismo número de hombres. Los reemplazos se realizaban eligiendo  a los reclutas más apropiados.
Inicialmente las compañías de cazadores tenían una plantilla de guerra: dos capitanes, dos tenientes y dos subtenientes; un primer sargento, un furriel, cinco sargentos segundos y diez cabos; y 144 cazadores, dos tambores, un barbero y un cadete noble. En tiempos de paz, el número total se reducía a 116 hombres. Cada compañía se dividía en dos secciones al mando de los tenientes, cada sección en dos pelotones a las órdenes de los sargentos, y cada pelotón en dos escuadras mandadas por un cabo.
En Francia, los cazadores estaban armados como el resto de la infantería y solo tenían de particular un sable semejante al de los granaderos: su uniforme difería únicamente de los fusileros en la presilla y contrapresilla de los hombros, que era de paño verde forrada de blanco, en lugar de paño blanco y la guarnición del color del distintivo del regimiento; y en la vuelta de las faldas de la casaca llevaban una corneta de caza, en lugar de una flor de lis. Los cazadores eran considerados fusileros y, como tales, debían prestar los mismos servicios que ellos en tiempo de paz. La única distinción que lograron es alternarse con los granaderos para escoltar las banderas.
En 1788 se organizaron doce batallones separados de cazadores a pie, con personal reclutado entre los guardabosques y la gente de montaña. Cada batallón estaba compuesto por cuatro compañías. Cada compañía se organizaba de una manera similar a las anteriores, pero el número de plazas de tropa en cada compañía era distinto en paz, en pie de guerra y en gran pie de guerra, con 92 hombres en el primer caso, 99 en el segundo y 124 en el tercero. Durante la revolución, los batallones de cazadores se integraron en medias brigadas ligeras, que combinaban un batallón de cazadores con dos batallones de voluntarios. Los cazadores a pie volvieron a aparecer en 1840, cuando se formaron batallones armados con carabinas de ánima rayada «Delvigne-Poncharra», creándose diez batallones. En 1854 ya eran veintiún batallones, uno de ellos de la guardia. A partir de 1871 existían treinta batallones de cazadores, doce de ellos encargados de defender los Alpes, llamándose por ello cazadores alpinos.
En 2016 el Ejército francés contaba con cuatro batallones de cazadores, tres de ellos alpinos.

### Cazadores a caballo

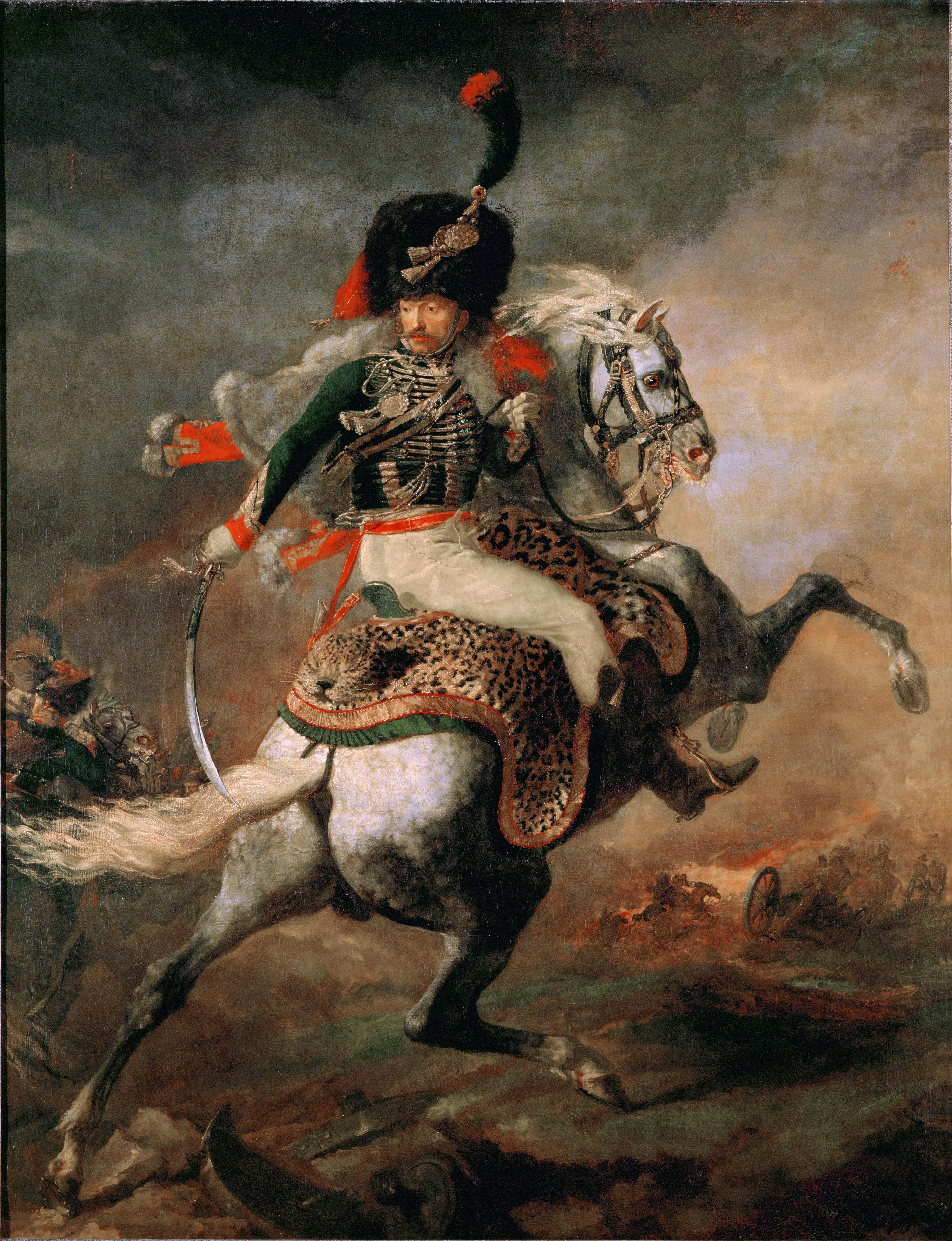
Oficial de cazadores a caballo de la guardia imperial a la carga, por Géricault, 1812.

En 1776 se creó un escuadrón de cazadores a caballo en cada regimiento de dragones. Estos escuadrones fueron agrupados en 1779 en seis regimientos de cazadores a caballo, con cuatro escuadrones por regimiento. Su número creció a doce en 1788 y a 31 en 1813, más un regimiento de la Guardia Imperial, luego desdoblado en dos. En 1812 cada regimiento de cazadores a caballo estaba compuesto por cuatro escuadrones, con dos compañías en cada escuadrón. En tiempo de paz cada compañía incluía 79 hombres, 75 de ellos con montura, y en caso de guerra 105 hombres, 100 de ellos montados. En 1831 se crearon dos regimientos de cazadores de África, que prestarían servicio en Argelia. Los cazadores de África estaban armados con fusil, pistola y sable, e incluso también con una lanza a partir de 1833. En 1875 existían veinte regimientos de cazadores a caballo y cuatro de cazadores de África, que aumentaron a seis en 1887.
En 1928 el número de regimientos se había reducido a seis. Tras la Segunda Guerra Mundial, los cazadores reemplazaron los caballos por vehículos blindados. En 2016 quedaban solo dos regimientos de cazadores a caballo en el Ejército francés, el 1.º equipado con carros de combate Leclerc y vehículos blindados ligeros, y el 4.º con cazacarros AMX-10 RC y vehículos blindados ligeros.

### Cazadores paracaidistas
El Ejército del Aire francés creó en 1935 un centro de instrucción de paracaidismo y en 1937 se decretó que se formarán unidades de infantería aérea. Las primeras unidades, los Grupos 601.º y 602.º de Infantería del Aire, fueron creados ese mismo año, recibiendo entrenamiento de infantería y paracaidista. Sus compañías participan en los combates de la Batalla de Francia y, tras el armisticio, la 1.ª Compañía del Aire se reconstituyó en Argelia. En 1943, después del desembarco aliado en el norte de África, la compañía se transformó en el 1.er Batallón de Cazadores Paracaidistas y poco después en el 1.er Regimiento de Cazadores Paracaidistas. En septiembre de 1944, el regimiento desembarca en Francia y toma parte en un asalto paracaidista en Alsacia y en la liberación de Colmar.
Tras el final de la Guerra Mundial, el regimiento interviene en la Guerra de Indochina, con su segundo batallón participando en la captura del aeródromo de Dien Bien Phu, siendo destruido por la posterior recuperación del aeródromo por el Viet Minh. El regimiento también participó en la Guerra de Argelia. Durante la Guerra Fría se crearon varios regimientos de cazadores paracaidistas, de los que en 2016 solo uno continuaba en servicio –el 1.º– encuadrado junto con otras unidades paracaidistas en la 11.ª Brigada Paracaidista.

## Cazadores en el Ejército español
En España se organizaron unidades de infantería ligera en el siglo XVIII. El precedente más aproximado a las unidades de cazadores fueron los cuerpos de voluntarios reclutados en los territorios de la antigua Corona de Aragón, creándose en 1762 dos Regimientos de Voluntarios, de Aragón y de Cataluña. En 1776 se añadió a cada batallón de milicias provinciales una compañía de cazadores. En 1793 se creó la primera unidad independiente española con la denominación de cazadores, el Batallón de Cazadores de Montaña de la Ciudad de Barbastro, destinado a guarnecer los valles y puertos pirenaicos frente a los franceses, pasando a llamarse Batallón de Cazadores Voluntarios de Barbastro en 1794. En 1802 se organizaron doce batallones de infantería ligera, a seis compañías cada uno.
Los cazadores a caballo aparecen en 1803, cuando se suprimió el instituto de dragones, siendo esas unidades reformadas en seis regimientos de cazadores a caballo y otros seis de húsares. La reforma duró poco y en 1805 reaparecieron los dragones, quedando solo dos regimientos de cazadores, el de Olivenza y el de voluntarios de España.
En 1810, en plena Guerra de la Independencia, se ordenó la creación de 32 batallones ligeros y de una compañía de cazadores en cada uno de los ocho batallones de granaderos y en cada uno de los tres batallones de los 121 regimientos de infantería. Para las compañías de cazadores se debían seleccionar los hombres más ágiles y mejores tiradores. En 1811 se ordenó que dos cornetas reemplazaran a los dos tambores de las compañías de cazadores y a los dos tambores de los batallones ligeros. Durante la guerra también se crearon regimientos adicionales de cazadores a caballo.

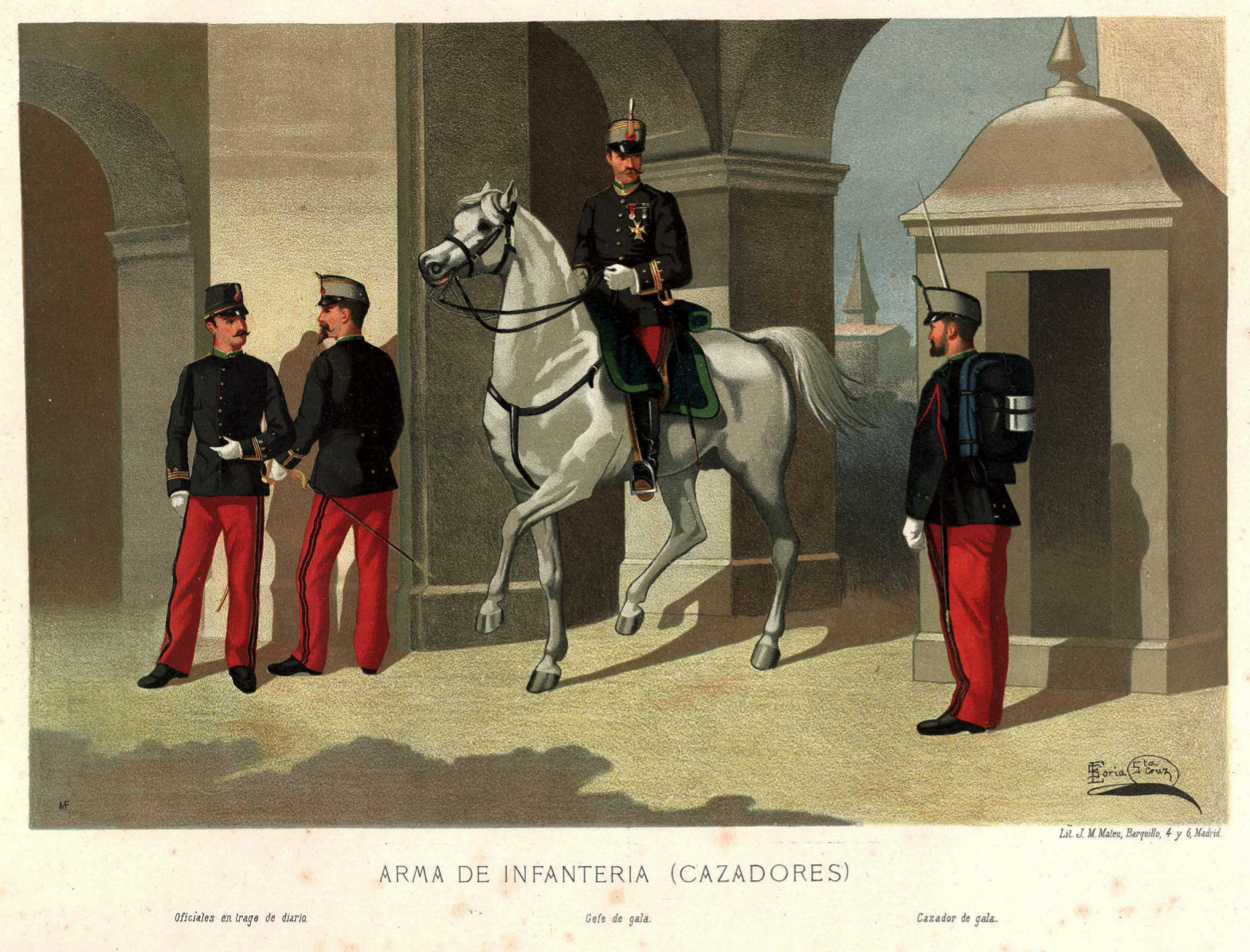
Soldados del batallón de cazadores del Ejército español en 1884.

Tras la guerra, la reorganización del Ejército redujo el número de batallones ligeros a doce. Otra reforma del Ejército en 1847 reorganizó las tropas ligeras en dieciséis batallones de cazadores, con seis compañías en tiempo de paz y ocho en pie de guerra. Cada compañía encuadraba 93 hombres en tiempo de paz y hasta 150 en caso de guerra, con diecisiete hombres en la plana mayor del batallón. En 1855 se redujo el número de batallones de cazadores a quince y se crearon cinco medias brigadas para encuadrarlos, a razón de tres batallones por media brigada. En la guerra de África de 1859, los cazadores aportaron 19 de los 48 batallones de infantería del ejército expedicionario, una proporción mayor que la existente entonces en la totalidad del Ejército español. También se crearon batallones de cazadores expedicionarios para combatir en Cuba y en Filipinas: los últimos de Filipinas servían en uno de esos batallones (el 2º batallón de Cazadores Expedicionarios).
En 1899 cinco de los batallones de cazadores entonces existentes fueron convertidos en batallones de Infantería de montaña, tres para guarnecer los Pirineos y otros dos estacionados uno en la Sierra de Gata y el otro en la Serranía de Ronda. A cada batallón de montaña se le agregaba una batería de Artillería de montaña y secciones de Ingenieros, Administración y Sanidad Militar, para que pudieran operar de manera independiente. Por otra parte, se decretó que a cada división de infantería se le asignara un regimiento de cazadores de caballería y, cuando el presupuesto lo permitiera, un batallón de cazadores. Otra reorganización de 1904 reconvirtió los batallones de montaña en batallones de cazadores y fijó el número de batallones de cazadores a dieciocho, con cada batallón compuesto por cuatro compañías activas y otra de reserva. Los batallones de cazadores entonces se agruparon en tres brigadas, con dos medias brigadas cada una. La legislación especificaba que: «Estas brigadas, por la composición de sus Cuerpos, algo más reforzados que los demás batallones de infantería, y porque serán dotados permanentemente del ganado y material propio de estas tropas, estarán dispuestas en todo momento para hacer frente a los servicios extraordinarios, urgentes y de mayor movilidad.» En 1906 se ordenó que los batallones de infantería independientes insulares -de Ibiza, La Palma, Lanzarote, Fuerteventura y Gomera-Hierro– se denominaran y numeraran también como Batallones de Cazadores.

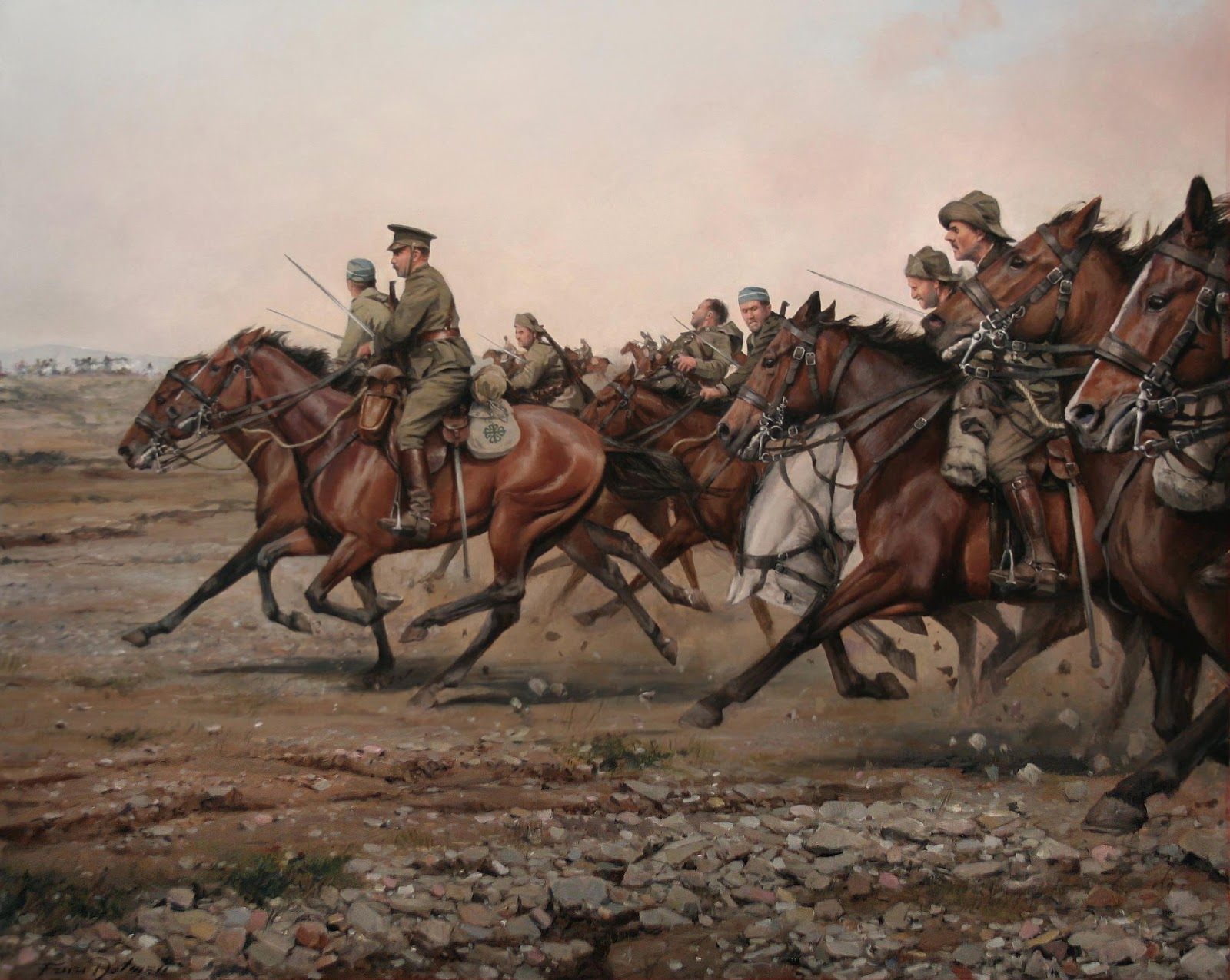
El Regimiento de Cazadores de Caballería «Alcántara» en la carga del río Igan (1921), por Augusto Ferrer-Dalmau.

Las brigadas de cazadores fueron movilizadas en 1909 para intervenir en Marruecos; la protesta en contra de la movilización de reservistas desembocó en la Semana Trágica, y dos de los batallones de la brigada de cazadores de Madrid fueron diezmados en el Desastre del Barranco del Lobo. En 1918 se decretó la constitución de tres Batallones de Cazadores Ciclistas, uno por cada división de caballería, y de catorce Batallones de Cazadores de Montaña. En 1924 el número de batallones de cazadores de montaña era de doce, encuadrados en cuatro medias brigadas, con otros doce batallones de cazadores prestando servicio en el norte de África. La reforma del Ejército tras la proclamación de la Segunda República redujo el número de batallones en cada brigada de montaña a dos, disolviendo o integrando el resto de los batallones de cazadores en los regimientos de infantería.
Tras la Guerra Civil, los batallones de cazadores de montaña fueron reorganizados varias veces, pasando de estar encuadrados en Agrupaciones Mixtas de Montaña en 1943, a estarlo en Regimientos de Cazadores de Montaña en 1951, en Agrupaciones de Cazadores de División de Montaña en 1960 y en Regimientos de Cazadores de Montaña o Regimientos de Cazadores de Alta Montaña en 1966. Se formaron con ellos Divisiones de Montaña, Brigadas de Cazadores de Montaña y Brigadas de Cazadores de Alta Montaña, y en 2008 los tres únicos regimientos de cazadores de montaña entonces activos fueron encuadrados en la Jefatura de Tropas de Montaña «Aragón». Con la reorganización del Ejército de Tierra de 2016 queda solamente un regimiento de cazadores de montaña, el Regimiento de Infantería «Galicia» n.º 64, de Cazadores de Montaña –con un solo batallón de cazadores de montaña–, convirtiéndose los otros en regimientos de infantería.
En el Ejército del Aire español, desde 1948 se otorga el diploma de cazador paracaidista a aquellos alumnos que superan con éxito el curso de paracaidismo en la Escuela Militar de Paracaidismo Méndez Parada.

## En otros países

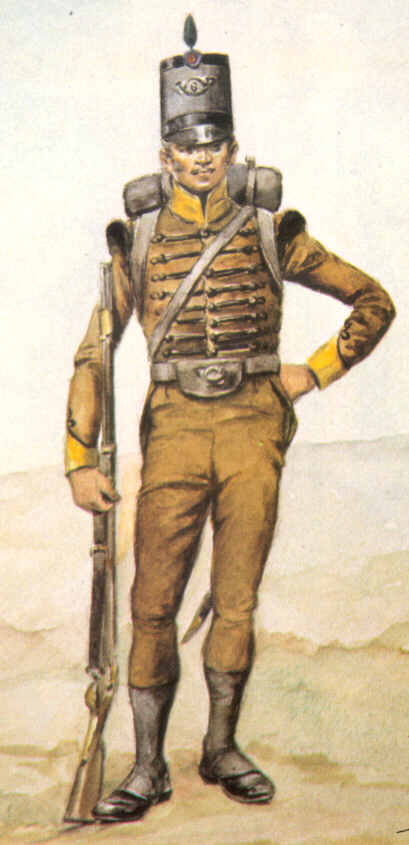
Soldado del Batallón de Cazadores n.º 6 del Ejército Portugués en 1811.

Ejércitos de otros países también han incorporado o incorporan unidades de cazadores o unidades similares. 

### Bélgica
Bélgica creó en 1933 un Regimiento de Cazadores de las Ardenas para guarnecer su frontera con Alemania. En 2016 todavía existía un batallón con ese nombre.

### Finlandia
Finlandia encuadra en su Ejército en 2016 una brigada y un regimiento independiente de cazadores, que incluye un batallón de Cazadores Especiales.

### Italia
Giuseppe Garibaldi creó los Cazadores de los Alpes en 1859, pero en 2016 Italia ya no tenía unidades denominadas de cazadores. Sin embargo, las unidades de Bersaglieri y Alpini desempañaron y desempeñan cometidos similares a los de los cazadores.

### Portugal
Portugal creó batallones de cazadores durante la Guerra Peninsular y tuvo unidades de cazadores en distintos periodos hasta el año 1975, participando destacadamente en la guerra colonial portuguesa.

### Reino Unido
En el Reino Unido las misiones típicas de los cazadores las desempeñaron las unidades de rifles, como la Brigada de Rifles.